# 毓昌
奉恩鎮國公毓昌（1878年10月20日—1885年3月25日），奉恩鎮國公溥楙第一子，母妾孫氏，其父為孫德安，履親王系第七代。
他在光緒四年九月（1878年）出生，光緒八年七月（1882年）接替父親成為履親王第七代，但因為履親王並非世襲罔替的爵位，因此他的封爵只是奉恩鎮國公。
光緒十年十二月（合1885年）他去世，虛齡七岁，由堂叔溥植襲封履親王系第八代。